# كاكوس

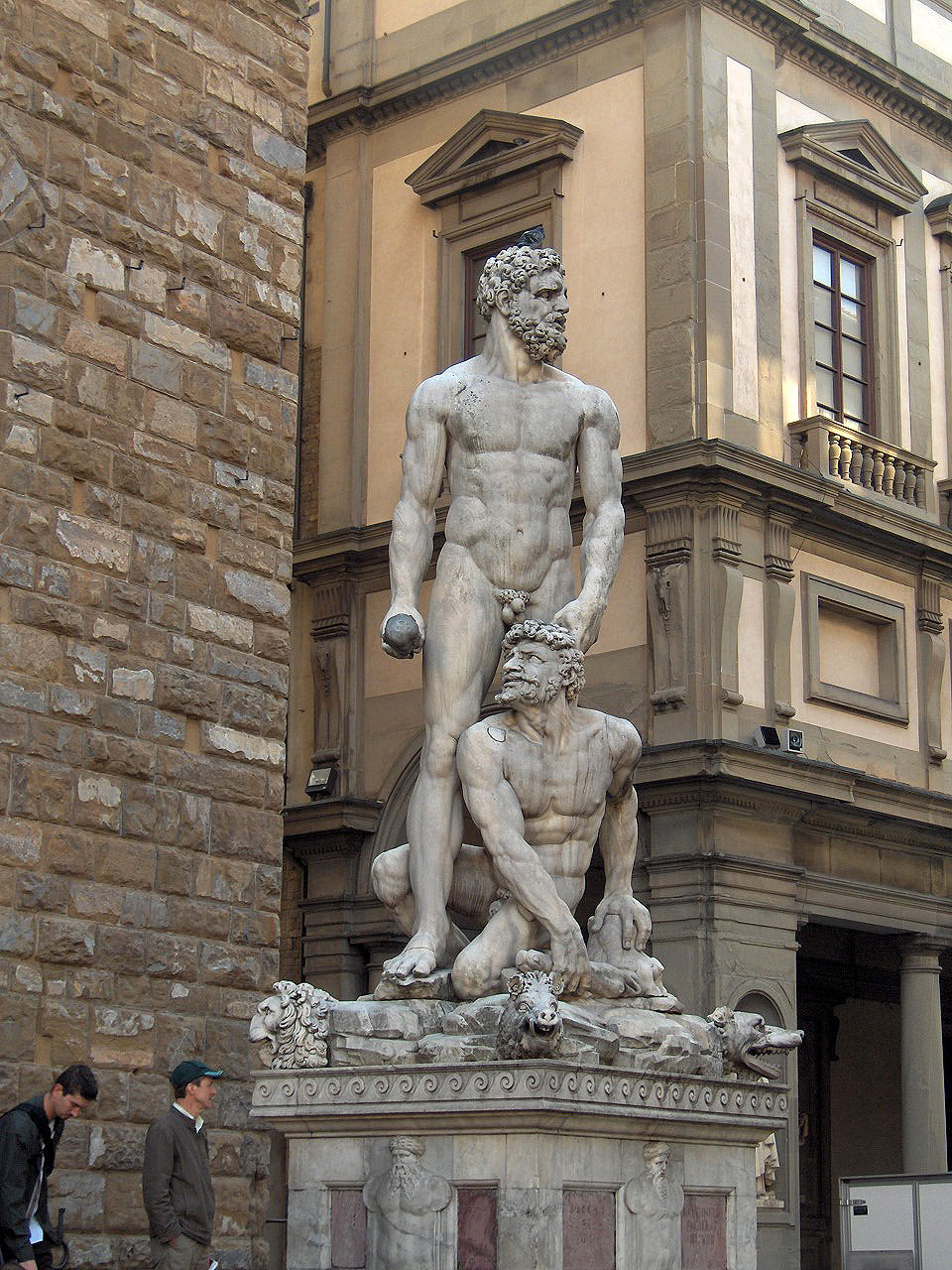
هرقل وكاكوس (1525-1534)؛ (بلازو فيكيو ، فلورنسا)

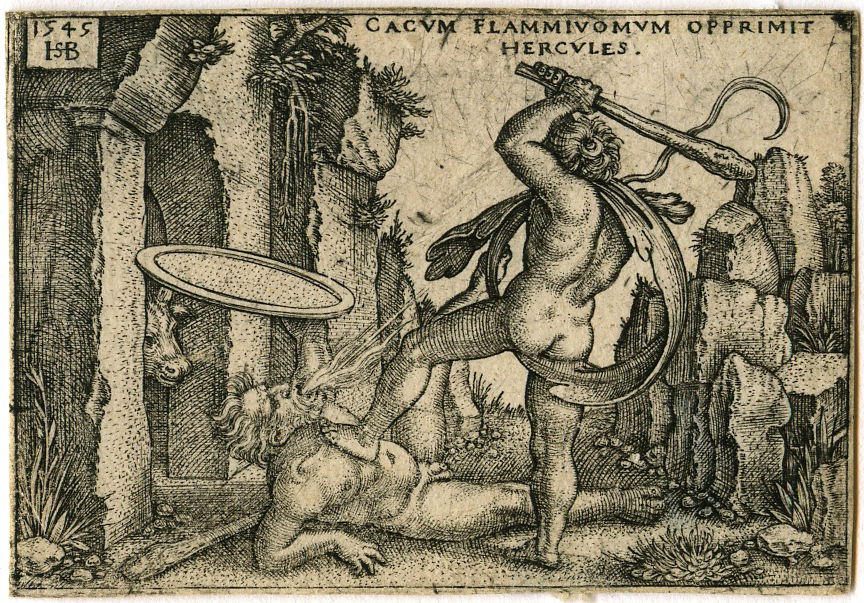
هرقل يقتل كاكوس الذي ينفث النار، نقش سيبالد بهام (1545)

کاکوس (بالإنجليزية: Cacus)‏ كان بالأصل رب النار قبل أن يصبح شيطانا ينفث نارًا في الأساطير الإغريقية. عاش کاکوس في كهف موجود في هضبة أفينيتي، ومنه كان يرعب سكان الريف. وعندما عاد هرقل Heracles بقطيع جيريون Geryon مر بكهف كاكوس، ونام قريبا منه. وفي الليل ساق کاکوس بعض القطيع إلى كهفه وقد شد البقرات من ذنبها، مما جعل هرقل يعتقد أن البقرات سارت بالاتجاه المعاكس. ولكن هرقل اكتشف الخديعة واستعاد القطيع وقتل كاكوس. تزعم روايات أخرى أن أخت کاکوس أخبرت هرقل بمكان كهف أخيها. وقد بنى هرقل مذبحا في المكان الذي قتل فيه کاکوس، حيث أقيم هناك فيما بعد الفوريوم بوریوم [الإنجليزية] (سوق القطيع).